# Свободный Донбасс

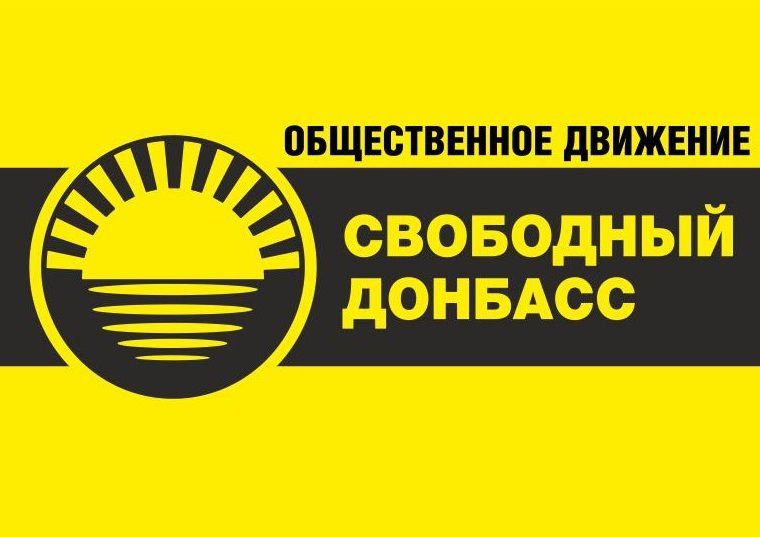
Старый флаг движения

Общественное движение «Свободный Донбасс» — политическое движение. Организация оформилась в 2014 году и в первые полгода после провозглашения независимости ДНР от Украины являлась избирательным блоком. Являлась одной из двух фракций в составе Народного Совета ДНР (26 депутатов из 100). 
За «участие в незаконных „выборах“» политическое движение находится под международными санкциями Евросоюза, Великобритании, Канады и ряда других стран

## Выборы 2014
Председатель организации Сивоконенко Юрий Викторович заявил, что на выборы партия «идёт с теми же лозунгами и с той же программой, которые поддержало абсолютное большинство населения региона во время референдума 11 мая».
Данная партия стала одной из двух (наряду с партией «Донецкая республика») допущенных к участию во всеобщих выборах в ДНР 2 ноября 2014 года. После регистрации партия включилась в агитационную работу с избирателями, в том числе и в интернете.

### Социологические опросы
По данным соцопросов по выборам в парламент ДНР, проведённых мониторинговой группой Фонда поддержки социологии «Социс» 28 октября 2014 года, 39,1 % респондентов собирались голосовать за общественную организацию «Донецкая республика», 31,6 % склонялись к поддержке общественного движения «Свободный Донбасс», в состав которого вошло Общественное Объединение "Союз Ветеранов Донбасса «Беркут»", а остальные 29,3 % не определились с ответом. При этом за достаточно короткий период агитационной кампании партия сумела значительно нарастить свой репрезентативный потенциал: в начале предвыборной гонки, по итогам предварительного соцопроса, проведённого Донецким университетом управления, лишь 11 % избирателей готовы были отдать за неё свой голос.

### Результаты голосования
3 ноября председатель Центральной избирательной комиссии ДНР Роман Лягин огласил итоги выборов депутатов Народного Совета в процентном отношении: «Донецкая республика» набрала 64,43 %, «Свободный Донбасс» — 27,75 %. Народный совет был избран сроком на четыре года в количестве 100 депутатов, из них «Донецкая республика» получила 68 депутатских мандатов, «Свободный Донбасс» — 32 мандата.

## Выборы 2018
11 сентября 2018 года состоялись выборы депутатов в Народный Совет ДНР, по результату которых «Свободный Донбасс» получил 23,9 % и 26 мест.